# 麦穂あんな
麦穂 あんな（むぎほ あんな、11月26日 - ）は、日本の女性声優。島根県松江市出身、フリー。

## 略歴
劇団幻影舞台、日本ナレーション演技研究所、ぷろだくしょん★A組、ベルプロダクションを経て2018年1月よりフリー。
初舞台は2006年劇団幻影舞台結成25周年記念公演『Be Surprised』。
初仕事はエキストラダンサーで出演した2009年の『堀江由衣をめぐる冒険II 〜武道館で舞踏会〜』。
2012年10月、芸名を本名の麦穂杏菜から麦穂あんなに変更した。
2013年、『ラブライブ!』のアルパカ役で初めてテレビアニメにレギュラー出演した。以後のシリーズでも動物の声を担当している。
島根県を舞台にしたゲーム『ルートレター』では声優の他に出雲弁の方言指導役も担当した。

## 人物
特技は動物の鳴きまね、殺陣（日本刀）。
自他共に認める動物声優。幼少時代から動物好きで、物心ついた頃には周囲に犬の鳴き真似を披露していた。小型犬〜中型犬の鳴き声を得意とする。現在は種類ごとの鳴き分けを研究中。他にニワトリ、カラス、巣立ったばかりのスズメの子、アルパカなど。
兄がいる。

## 出演
太字はメインキャラクター。

### テレビアニメ
2013年
- ラブライブ!（2013年 - 2014年、アルパカ、クラスメート） - 2シリーズ

2014年
- 暁のヨナ（風の部族、少女）

2015年
- GATE 自衛隊 彼の地にて、斯く戦えり（ゴブリン、メリザ、女性隊員、フランス武官）
- 長門有希ちゃんの消失（女子2）
- プリパラ（ケロ〈犬〉、ヤギ、馬、アリ、ヘビ、カラス 他）

2016年
- 終末のイゼッタ（ドロテ、女、アデーレ）
- タイムボカン24（犬、女子学生C、ロボ〈犬〉、サンタクロース〈トナカイ〉、栗メカ、スパルタ）
- タブー・タトゥー（カピバラ、女子生徒）
- ラブライブ!サンシャイン!!（2016年 - 2017年、しいたけ〈犬〉、わたあめ〈犬〉） - 2シリーズ
- ルパン三世 PART IV（ジョセフィーヌ〈犬〉）

2017年
- アイドルタイムプリパラ（腕肩仁子、ラジカセ、ヤギ）
- いつだって僕らの恋は10センチだった。（犬）

2018年
- タイムボカン 逆襲の三悪人（ツン〈犬〉、プードル、柴犬、チワワ、甲斐犬、キャバリア・キング・チャールズ・スパニエル、パピヨン、北海道犬、ロボ犬、狂犬風メカ）
- ピアノの森（2018年 - 2019年、白石、てん丸、アンナ） - 2シリーズ
- キラッとプリ☆チャン（2018年 - 2021年、ミケ、プリ子、四ツ谷ミカ、ルードヴィヒ、ヤギ）
- 鹿楓堂よついろ日和（ごん助）

2019年
- アイカツフレンズ!（シュガー）
- 歌舞伎町シャーロック（2019年 - 2020年、キャバ嬢、サブロー、パイプ、動物たち、司会者 他）

2020年
- ラブライブ!虹ヶ咲学園スクールアイドル同好会（2020年 - 2022年、はんぺん、オフィーリア） - 2シリーズ

2021年
- 怪物事変（屍鬼鹿、カエル、犬型怪物、猫、雪女子）
- ラブライブ!スーパースター!!（2021年 - 2024年、マンマル、チビ、クロミツ） - 3シリーズ
- かげきしょうじょ!!（大叔母B）
- 平穏世代の韋駄天達（老婆、女魔族）

2022年
- ヒロインたるもの!〜嫌われヒロインと内緒のお仕事〜（ひより母、鈴木、女子生徒A、記者B、編集ライター、猫）
- 連盟空軍航空魔法音楽隊ルミナスウィッチーズ（村長の妻、アントニ、ジョーの祖母）

2023年
- テクノロイド オーバーマインド（獣医師）
- にじよん あにめーしょん（2023年 - 2024年、オフィーリア、はんぺん） - 2シリーズ
- 幻日のヨハネ -SUNSHINE in the MIRROR-（シイタケ、サクラ）
- ブルバスター（花子、島民、シロ）
- ドッグシグナル（2023年 - 2024年、サンジュ、リコシェ、クマ、ジーニー、ココ〈第9話〉、はな、リサラ、茶太郎）

2024年
- 最弱テイマーはゴミ拾いの旅を始めました。（女の子、子供、シエル）
- ひみつのアイプリ（大福）
- グレンダイザーU（ゴロー、子供A、老婆）
- 魔導具師ダリヤはうつむかない（屋台の女）
- 菜なれ花なれ（弁慶）
- 殿と犬（2024年 - 2025年、動物の声協力、長屋の住人たち、おばさん、小豆屋、小柴 他） - 4バージョン共通

2025年
- 雨と君と（君、きなこ、黒猫）

### 劇場アニメ
- チベット犬物語 〜金色のドージェ〜（2012年、ワラ〈犬〉）
- ねらわれた学園（2012年、シロ〈犬〉、新生徒会女子B）
- プリパラ シリーズ（2015年 - 2017年、ヤギ） - 3作品
- ラブライブ!The School Idol Movie（2015年、アルパカ）
- ニンジャバットマン（2018年、モン吉）
- ラブライブ!サンシャイン!! The School Idol Movie Over the Rainbow（2019年、しいたけ、わたあめ、子しいたけ、プレリュード、通りすがりの犬）
- 金の国 水の国　(2023年、ルクマン、オドンチメグ)

### ドラマCD
- 最弱テイマーはゴミ拾いの旅を始めました。ドラマCD（シエル）[32]

### ゲーム
2010年代
- ラブライブ! スクールアイドルフェスティバル（2013年、アルパカ、馬、牛、シュシュ）
- パチスロ シーマスター2（2014年、シャッチー）
- √Letter ルートレター（2016年、坂田智子、文野洋子、まるこし店主、ケミカル、カラス）
- GOD WARS 〜時をこえて〜（2017年、カメ、イナバ）
- ゴシックは魔法乙女（2018年、ジオーネ）
- Q&Qアンサーズ（2019年、オシリス）

2020年
- ラブライブ！ スクールアイドルフェスティバル ALL STARS（アルパカ、しいたけ、はんぺん、オフィーリア）
- Root Film ルートフィルム（鳥山智佐）
- ファイナルファンタジー・クリスタルクロニクル リマスター（クラヴァット♂ボイス3 他）
- あの日の旅人、ふれあう未来（ケー太 他）

### ラジオ・ラジオドラマ
- 動物園にはポチだけ（ポチ）
- まいにゃんぽちこのおしゃべりたっくる!!（ぽちこ）
- ラストクリスマスケーキ（藤岡優子）

### 吹き替え

#### 映画
- エージェント・スミス（ジョリーン〈ソーラ・バーチ〉、ジョージア 他）
- クイーンギャング 怒りのリベンジライド（メンバー 他）
- ザッツ・ファビュラス!（アレクサ・チャン、レポーター 他）
- 3022（リサ 他）
- 女王トミュリス 史上最強の戦士（サルダナ 他）
- ハンター・エンジェルズ（司会者女 他）
- マイ・スパイ（クリスティーナ 他）
- ミリオンダラー・アーム
- RECCEレキ:最強特殊部隊（ロレイン 他）
- レッド・ブレイク（レイニー）
- プロトタイプＡ　人工生命体の逆襲　(キャリ　他)
- AIMEE（アイリス、メラニー　他）
- 狎鴎亭スターダム(通訳)

#### ドラマ
- クリミナル・マインド FBI行動分析課
- THE KILLING/キリング
- ジ・アメリカンズ3（エリカ）
- 私立探偵ヴァルグ5
- トランスペアレント（カイア・グレース、幼少時代のアリ、グレース・メラニー、若ローズ 他）
- フィアー・ザ・ウォーキング・デッド3（グレッチェン・トリンボル）
- BOSCH/ボッシュ（レニ）

#### アニメ
- おっはよー!アンクル・グランパ
- ボージャック・ホースマン（ベッカ〈ニワトリ〉、レヴィの息子）
- マーベルライジング: 始動（ティッピー・トー〈リス〉）
- マーベルライジング: シークレットウォーリアーズ（ティッピー・トー〈リス〉）
- マーベルライジング: ゴーストチェイス（ティッピー・トー〈リス〉）
- マーベルライジング: アイアンハート（ティッピー・トー〈リス〉）
- マーベルライジング: バトルオブバンズ（ティッピー・トー〈リス〉）
- リトル・アラジン 空飛ぶ魔法のじゅうたん（ラヤ 他）

### CMナレーション
- 電話リレーサービス
- GMOレジストリ　夢を応援するドメイン
- クノールカップスープ
- リクルート 受験サプリ（受犬サプリ）
- ショップ島
- プライムショッピング
- プララの宝石

### ナレーション
- 新ツウハン
- TSK  #男旅部
- NHKみえスペシャル　クッキーで動物王国を作りたい！
- 我伝創水クリッパー
- 西川産業新感覚マットレスフェスタ
- ガス取扱作業資格再認定教育
- 外国人向け日本語教材「出来る日本語/初級」（ワン役・メアリー役）
- おぐねーの美活セレクション
- IPad・IPhone用アプリ 絵本シリーズナレーション
  - ももたろう・うらしまたろう・三匹の子豚
- デニッシュのリタード製法について
- ウサギのトレーニング
- グランドスラム世界柔道 会場ナレーション
- 角川ゲームスMediabriefing2015秋 会場ナレーション
- 角川ゲームス列島最速 PREMIUM EVENT ～ご縁の国“島根”感謝祭～ 会場ナレーション・MC

### 司会・MC
- 角川ゲームスMediabriefing2015秋
- 角川ゲームス列島最速 PREMIUM EVENT ～ご縁の国“島根”感謝祭～
- 終末のイゼッタ2017年エイルシュタット春の国民集会

### 舞台・ステージ
- 劇団幻影舞台結成25周年記念公演　Be Surprised（若い女）
- 堀江由衣をめぐる冒険II 武道館で舞踏会（ダンサー）
- 白雪姫と七色の冒険者たち（闇の狼）
- おばけりんご（商人・秘密警察・町人）
- Everyone’s　hand　and　holding　hands 〜 live 2011 Winter Session MC
- 劇団鴉霞プロデュース公演 梟月堂vol.1　下賤の天～白浪は蒼天に咲く～（小花）
- こいびとしばい　(田中幸子)
- ひげよ、さらば（ナキワスレ）
- カラスカ公演 クロスミッション 十字架ミッション（旭山多磨子 / タマーラ）
- 朗読ユニット ひめまなみ主宰朗読公演 -対バン型朗読イベント- S'mores『家族』
- イチゴエン　序幕朗読公演『賭け』(イワン・アリョーリク)
- リーディングサバイバル　クイーンバイオレット・ゲーム(Number08 椎名貴保)

### その他
- ヘタレ姉。ボイスコミック（2016年、瀬良里緒菜[36]）
- 猫が如く PV（2023年、オヤヂ[37]）

## ディスコグラフィ

### キャラクターソング
| 発売日        | 商品名                  | 歌                       | 楽曲                         | 備考                                                              |
| ------------- | ----------------------- | ------------------------ | ---------------------------- | ----------------------------------------------------------------- |
| 2018年1月31日 | Journey to the Sunshine | Aqoursと浦の星の仲間たち | 「勇気はどこに？君の胸に！」 | テレビアニメ『ラブライブ！サンシャイン!!』第2期エンディングテーマ |

### シリーズ一覧
1. ↑  第1期（2013年）、第2期（2014年）
2. ↑  第1期（2016年）、第2期（2017年）
3. ↑  第1シリーズ（2018年）、第2シリーズ（2019年）
4. ↑  第1期（2020年）、第2期（2022年）
5. ↑  第1期（2021年）、第2期（2022年）、第3期（2024年）
6. ↑  第1期（2023年）、第2期『2』（2024年）
7. ↑  『殿と犬〜わんわん!〜』『殿と犬〜ぽてぽて!〜』『殿と犬〜くんくん!〜』『殿と犬〜もふもふ!〜』

### ユニットメンバー
1. ↑  高海千歌（伊波杏樹）、桜内梨子（逢田梨香子）、松浦果南（諏訪ななか）、黒澤ダイヤ（小宮有紗）、渡辺曜（斉藤朱夏）、津島善子（小林愛香）、国木田花丸（高槻かなこ）、小原鞠莉（鈴木愛奈）、黒澤ルビィ（降幡愛）
2. ↑  高海志満（阿澄佳奈）、高海美渡（伊藤かな恵）、よしみ（松田利冴）、いつき（金元寿子）、むつ（芹澤優）、しいたけ（麦穂あんな）、解答者A（山北早紀）、解答者B（千本木彩花）、その他女子生徒（三宅晴佳、嶺内ともみ、小松奈生子、岡咲美保、続木友子、小野寺瑠奈、原口祥子、米山明日美、二ノ宮愛子、樋口桃、木本久留美、成岡正江、小田果林、内田愛美、森永たえこ）